# Dysschema hilara
Dysschema hilara là một loài bướm đêm thuộc phân họ Arctiinae, họ Erebidae.